# Zaltbommel (stad)

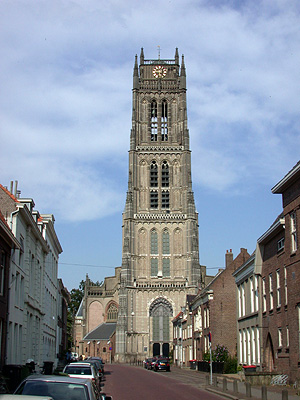
St. Maartenskerk aan het Kerkplein

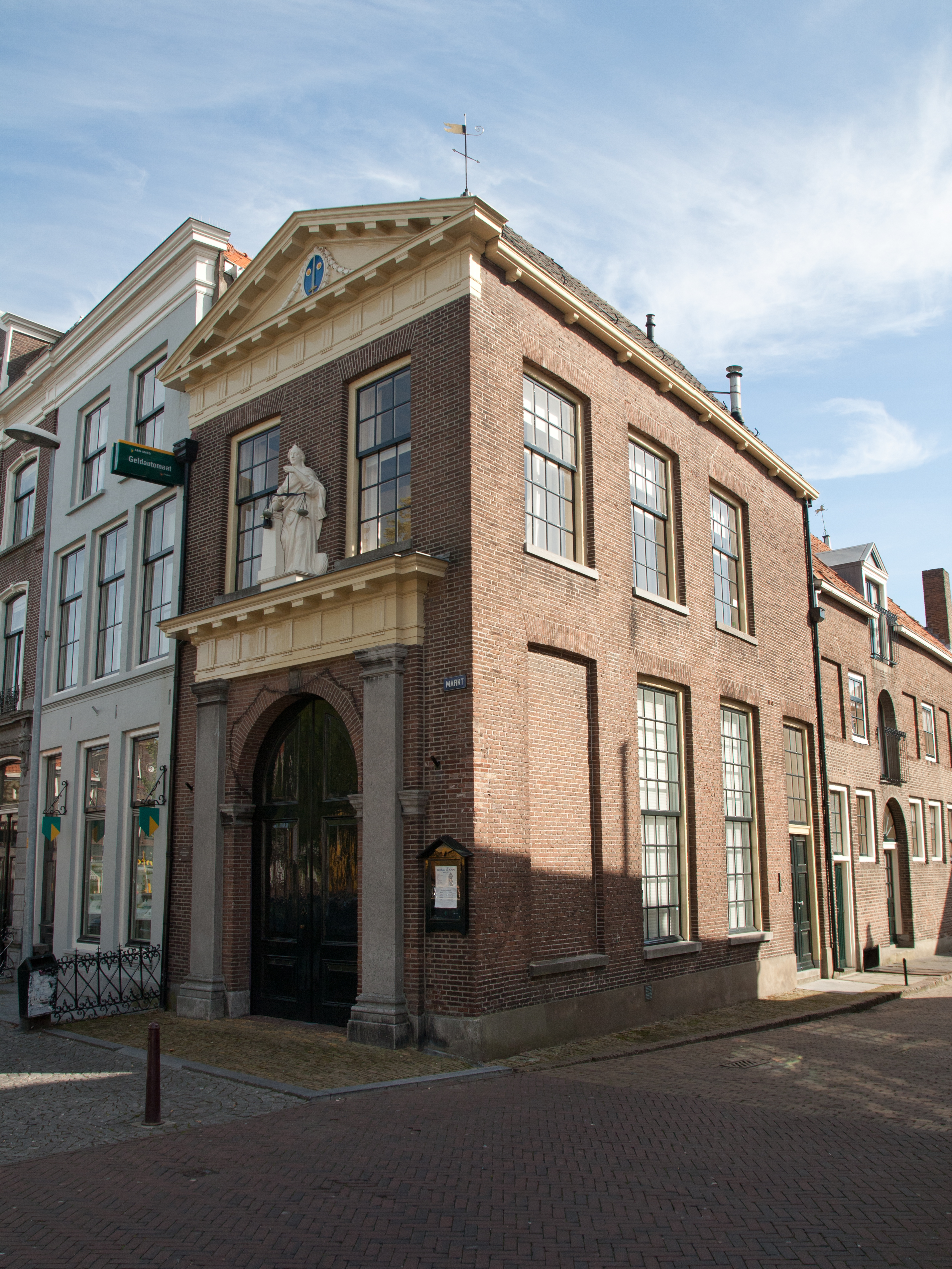
De Waag

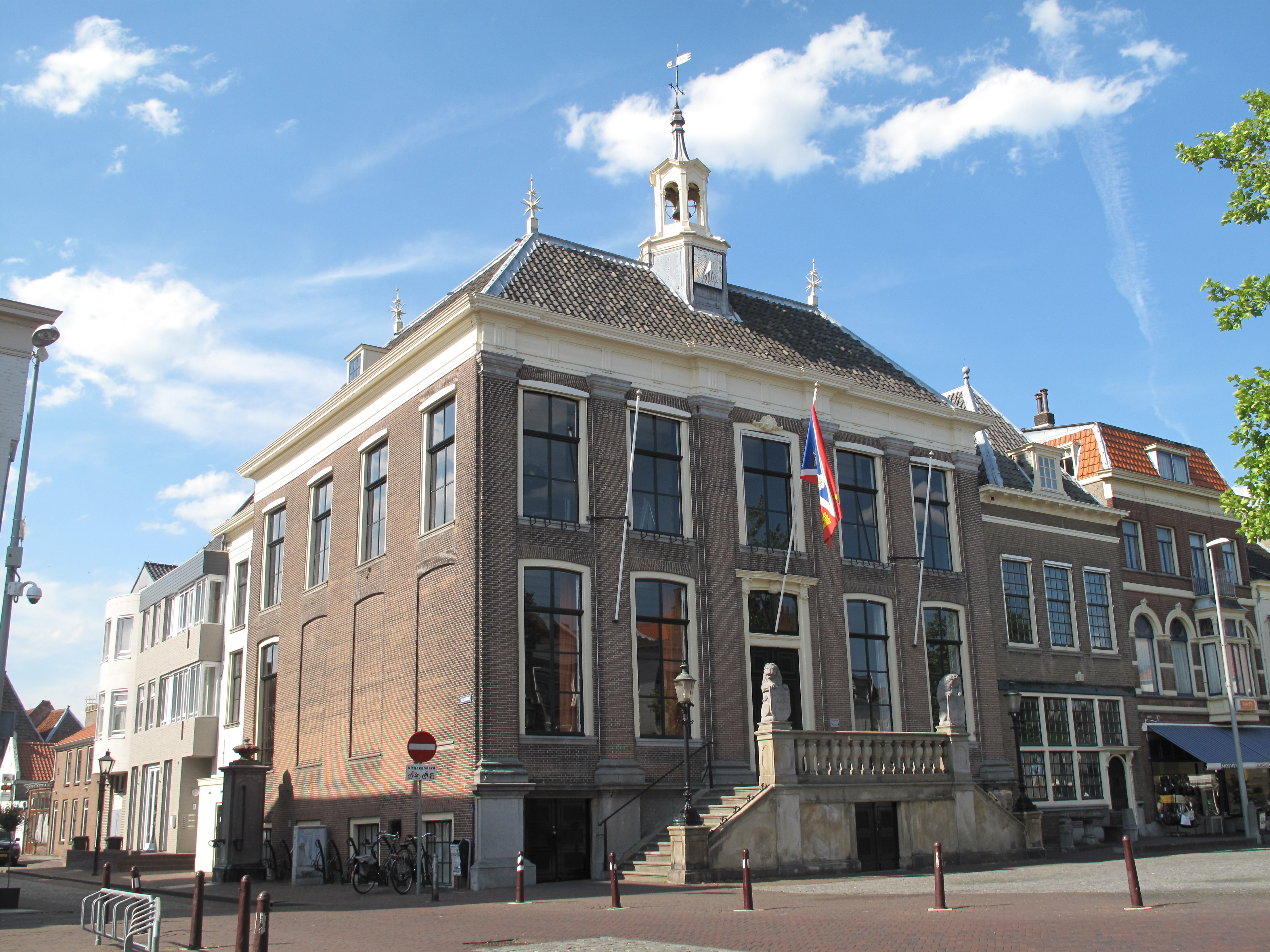
Het stadhuis van Zaltbommel

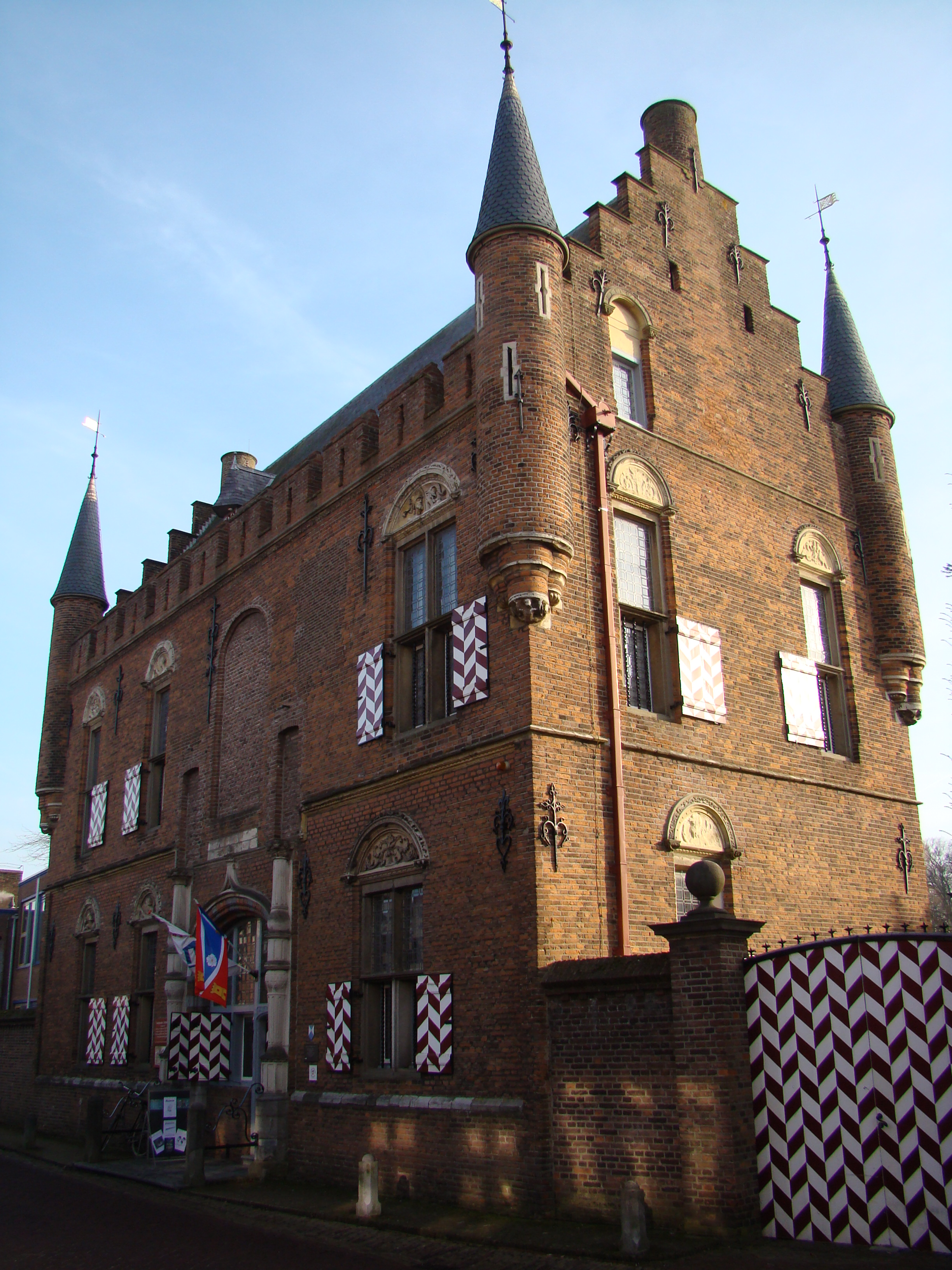
Stadskasteel Zaltbommel

Zaltbommel (dialect: Bommel) (uitspraakⓘ) is een vesting- en hanzestad in de gelijknamige gemeente in de Bommelerwaard in de Nederlandse provincie Gelderland. Tot 1 januari 1999 vormde Zaltbommel een eigen gemeente, waarvan het de enige kern was. Op die datum werden Zaltbommel, Kerkwijk en Brakel samengevoegd tot de nieuwe gemeente Zaltbommel, met het gemeentehuis in Zaltbommel.
De stad telt 13.530 inwoners (per 1 januari 2023). Zaltbommel ligt net ten zuiden van de Waal.
Er is een verkeersbrug, de Martinus Nijhoffbrug (Rijksweg A2 met fietspad) en een spoorbrug, de Dr. W. Hupkesbrug. Zaltbommel beschikt over een spoorwegstation, station Zaltbommel aan de spoorlijn Utrecht -'s-Hertogenbosch.

## Naam
Oorspronkelijk heette de stad Bommel, en tot heden wordt de stad door de bewoners zo genoemd. De oudste vorm van de naam is Bomela of Bomelo (in 850) en is een samenvoeging van Boom (in de tegenwoordige betekenis) en lo, waarbij lo verwijst naar een loofbos op een verhoging in een moerassig gebied. In dit gebied bestaat die verhoging uit de oeverwal langs de rivier de Waal. Namen met de uitgang 'lo' hangen vaak samen met ontginningen van oeverwallen, waardoor er open plekken ontstonden in het bos waar een nederzetting kon ontstaan. In een latere fase (eerste vermelding in 1297) krijgt de nederzetting het voorvoegsel 'Salt' of 'Saut' om het te kunnen onderscheiden van het andere Bommel (Maasbommel). Deze toevoeging slaat op de zouthandel die hier belangrijk was. Zout werd per schip vervoerd en waarschijnlijk in Zaltbommel verhandeld en was zeer belangrijk vooral voor het inzouten van vis.

## Geschiedenis
De eerste vermelding van de stad als Bomala stamt uit het jaar 850. In de 13e eeuw groeide Zaltbommel uit tot een belangrijke handelsstad en in de 15e eeuw tot een Hanzestad van betekenis. Op 13 december 1315 kreeg Zaltbommel van graaf Reinald I dezelfde stadsrechten als Zutphen en werden de vestingwerken aangelegd. In de 13e eeuw hadden Zaltbommel en de landen van de Bommeler- en Tielerwaard reeds landrechten verkregen. Dit landrecht is het oudste overgeleverde landrecht en wordt aangeduid met eening. De originele oorkonde is niet bewaard gebleven.
Een jaar nadat Zaltbommel stadsrechten verkreeg, werd op 19 oktober 1316 door Reinald I een nieuwe oorkonde uitgevaardigd. Daarin werd de oude regeling bevestigd. Er werd een onderscheid gemaakt tussen de bewoners van de stad Zaltbommel en de bewoners van het platteland. Stadsbewoners werden berecht door de schepenbank van Zaltbommel, plattelandsbewoners waren bij zware misdrijven zoals moord en brandstichting overgeleverd aan de genade van de graaf.
In 1325 en 1327 werd het landrecht van de Bommelerwaard door de graaf hernieuwd waardoor het onderscheid tussen de stad Zaltbommel en het platteland nog scherper werd.
Frank Pieck was in de 15e eeuw ambtman van Zaltbommel en de Tieler- en Bommelerwaard.
Op 31 juli 1572 werd Zaltbommel ingenomen door watergeuzen onder leiding van Dirck van Haeften. Daarop belegerden de Spanjaarden de stad in de daarop volgende jaren onsuccesvol, waaronder de blokkade van 1574. Samen met Buren sloot de stad zich in juni 1575 aan bij de Unie van Dordrecht tussen Holland en Zeeland, waarmee beide steden zich in feite afscheidden van Gelre; dit werd pas in 1602 ongedaan gemaakt.
Op aandringen van Maurits van Nassau werd de stad verder versterkt. Voordat deze modernisering voltooid was, belegerden de Spanjaarden onder leiding van Francesco de Mendoza de stad weer, tijdens het beleg in 1599. Dit beleg kon wederom succesvol door de Staatse troepen worden afgeslagen.
In 1869 werd Zaltbommel met het spoorwegnet verbonden. Tussen 1910 en 1923 reed de Gemeentetram Zaltbommel tussen het centrum en station Zaltbommel.

## Natuur en landschap
Zaltbommel ligt in het rivierkleigebied van de Bommelerwaard, aan de Waal op een hoogte van ongeveer 3 meter. Parken vindt men op de voormalige verdedigingswerken, en in het westen ligt het Kloosterwiel, terwijl in het oosten het natuurgebied Kil van Hurwenen is te vinden. In het zuidoosten liggen bedrijventerreinen langs de autoweg Rijksweg 2. Vooral westelijk vindt men grootschalige tuinbouwbedrijven.

## Wijkindeling stad Zaltbommel
- Binnenstad
- Vergt en omgeving
- Spellewaard
- De Waluwe

### Bedrijventereinen stad Zaltbommel
- De Wildeman
- De Ooijk
- Van Voordenpark
- De Waluwe
- Veilingweg

## Bezienswaardigheden
- De Grote of Sint-Maartenskerk is, afgezien van de brug, het meest beeldbepalende bouwwerk van Zaltbommel. Deze kerk uit de 15e eeuw is een goed bewaard voorbeeld van Nederrijnse gotiek. De kerk geeft met zijn stompe toren de stad een karakteristiek aanzien.
- De Eben-Haëzerkerk van 1900.
- De katholieke Sint-Martinuskerk is in 1837 gebouwd naar een ontwerp van architect E. Kroon in neoclassicistische stijl.
- De Joodse begraafplaatsen
- Het Stadhuis van Zaltbommel
- Het Gasthuis met kapel en Gasthuistoren met carillon van gebroeders Hemony gegoten in 1654.
- Het Maarten van Rossumhuis is een versterkt huis dat omstreeks 1535 werd gebouwd door de Gelderse krijgsheer Maarten van Rossum. In het huis is nu het Stadskasteel Zaltbommel gevestigd (in 1937 opgericht als het Maarten van Rossummuseum). Het museum richt zich op de streekhistorie, kunst en kunstnijverheid van de Bommelerwaard. Ook is het museum in het bezit van een collectie rond Fiep Westendorp, de illustratrice van onder meer Jip en Janneke, die in Zaltbommel is geboren en getogen.
- De stad wordt omringd door oude vestingwerken, deze zijn in de 19e eeuw omgebouwd tot park en zijn daardoor bewaard gebleven. Ze vormen nu een groene gordel rondom de binnenstad.
- De middeleeuwse muur om de stad is nog deels aanwezig. Het tracé is bekend, sommige gedeelten bestaan nog, andere zijn opgemetseld, onder een dijk uit het zicht verdwenen of verwijderd. De weg langs de binnenzijde is gedeeltelijk nog aanwezig als de Zandstraat en de Bloemendaal. De poorten in de muur bestaan niet meer, met uitzondering van de Waterpoort waarvan de eigenlijke poort tussen enkele muurhuizen bewaard is.
- In de stad zijn Gootspoken geplaatst. Deze beelden van de hand van kunstenaar Joris Baudoin slaan van verscheidene daken, dakkapellen en muren de straat gade.
- De oude watertoren in Zaltbommel is ontworpen door Jan Schotel en is gebouwd in 1905.
- De Waalkade met uitzicht op de Waal en de Martinus Nijhoffbrug.
- Een deel van Zaltbommel is een beschermd stadsgezicht. Verder zijn er in het stadje tientallen rijksmonumenten.
- Aan de Bosschepoort staat sinds 10 november 2018 een beeld van Sint Maarten. Dit beeld is gemaakt door kunstenaar Maria van Gerwen en gegoten door bronsgieterij Hans Steyleart. Het beeld moet gezien worden als een soort kaft van een boek. Alle vormen verwijzen van achter naar voren en geven het verhaal van de manteldeling van Sint Maarten weer. Met dit verhaal legt het beeld ook de nadruk op de Mantelzorg in Zaltbommel.

Zie ook
- Lijst van rijksmonumenten in Zaltbommel (plaats)
- Lijst van gemeentelijke monumenten in Zaltbommel (plaats)
- Lijst van beelden in Zaltbommel
- Lijst van oorlogsmonumenten in Zaltbommel

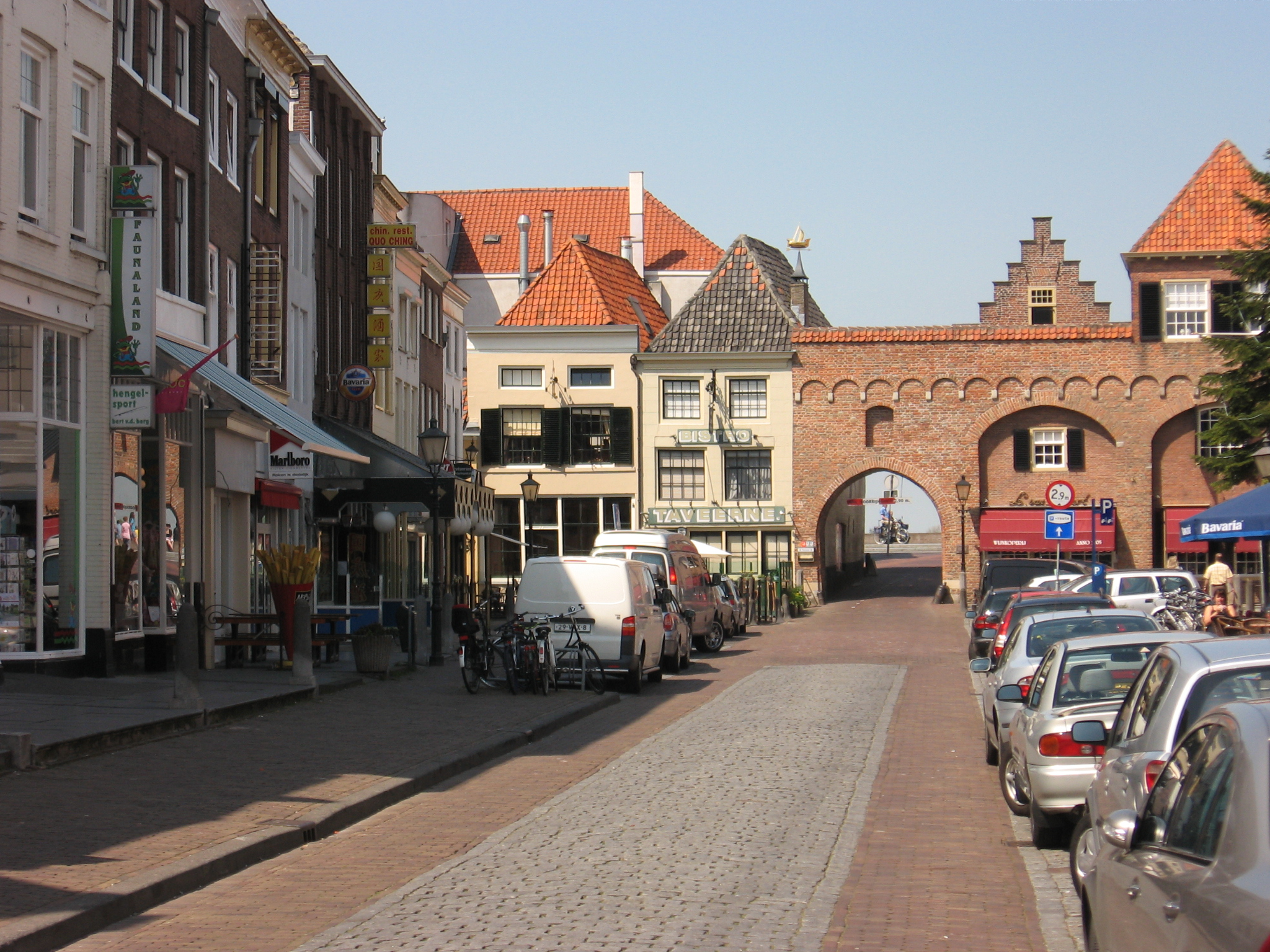
Waterpoort
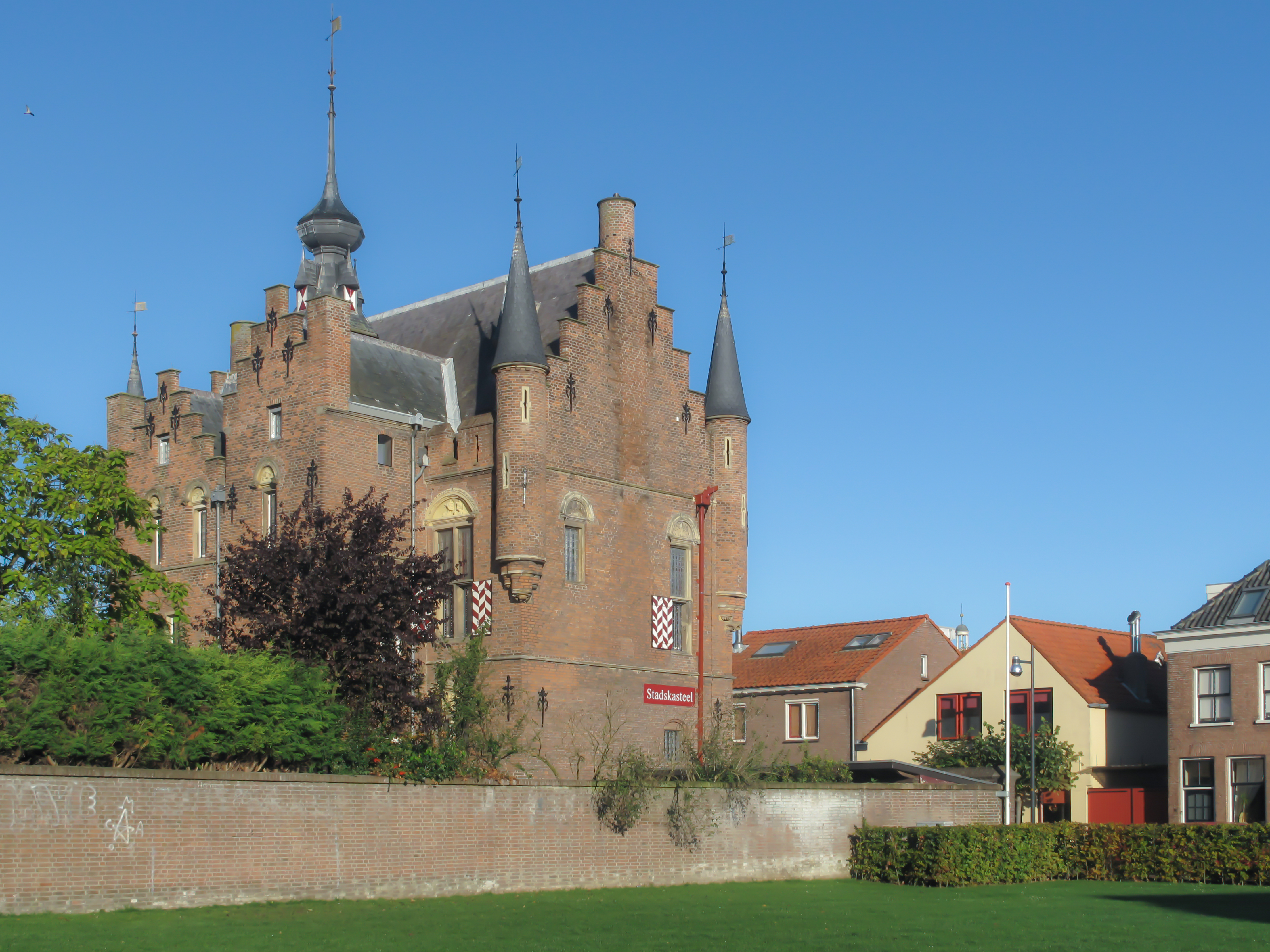
Maarten van Rossumhuis (Stadskasteel)
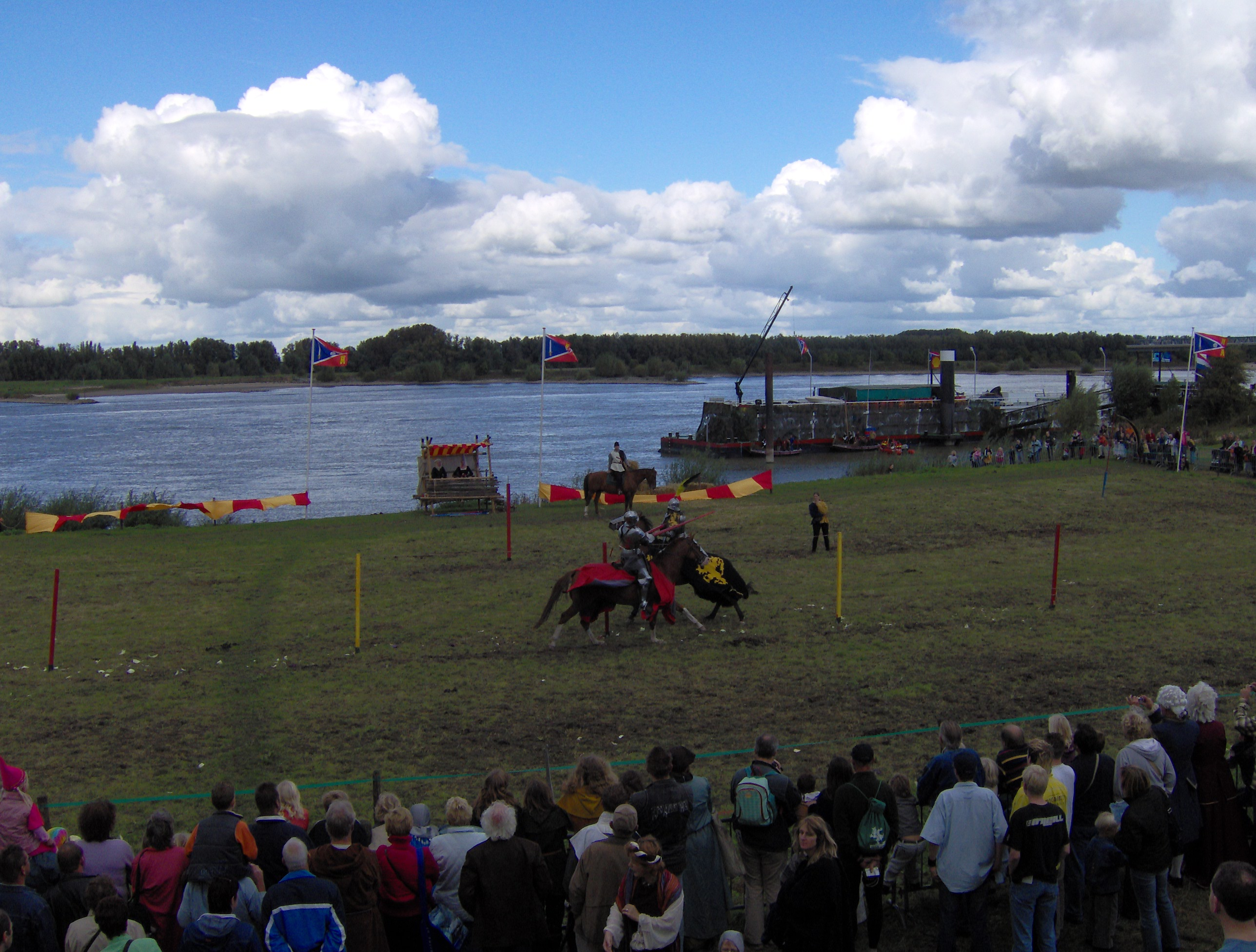
Vestingstedendagen 2005
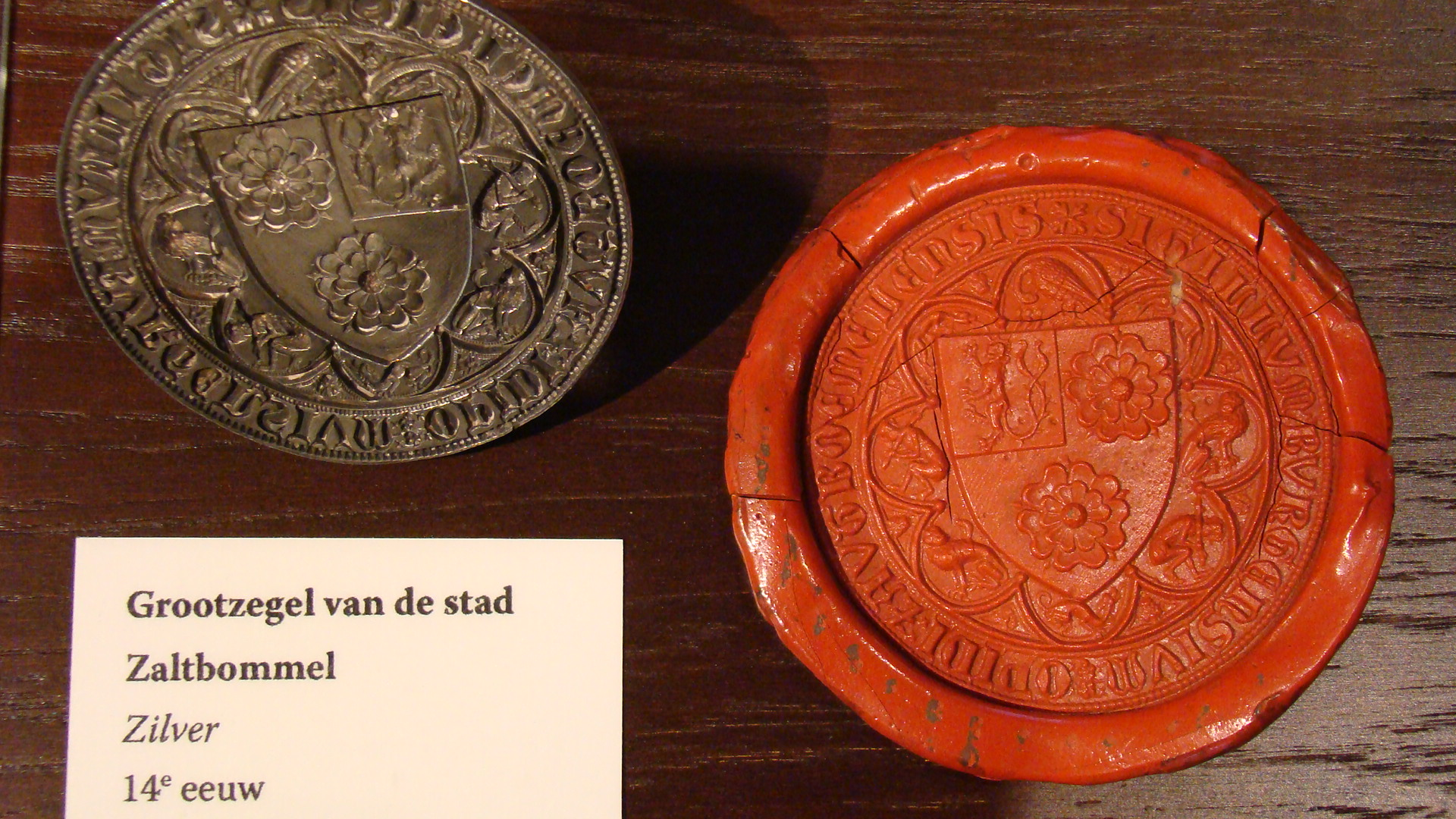
Zegel van de stad, museum Stadskasteel Zaltbommel
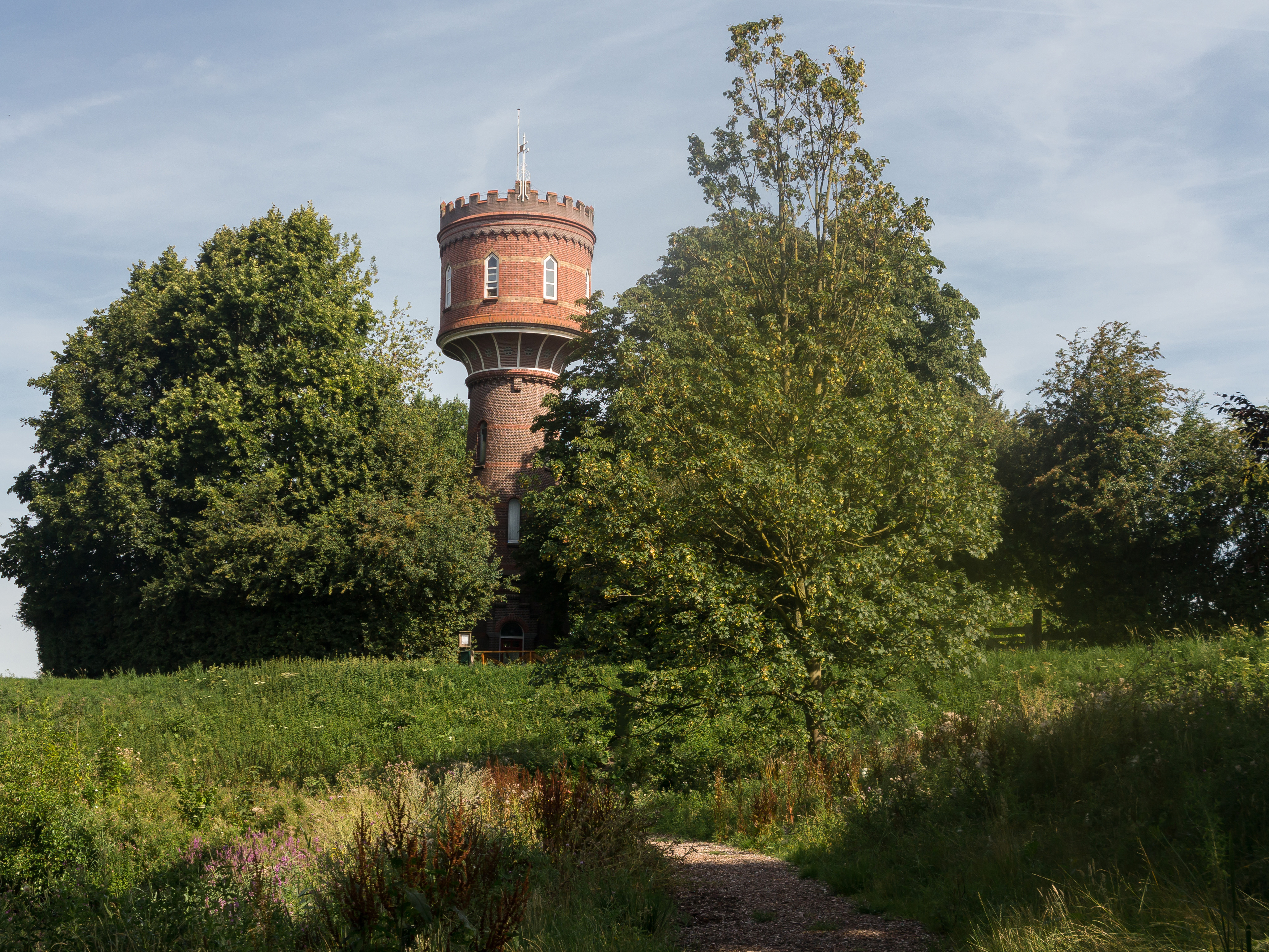
Oude Watertoren
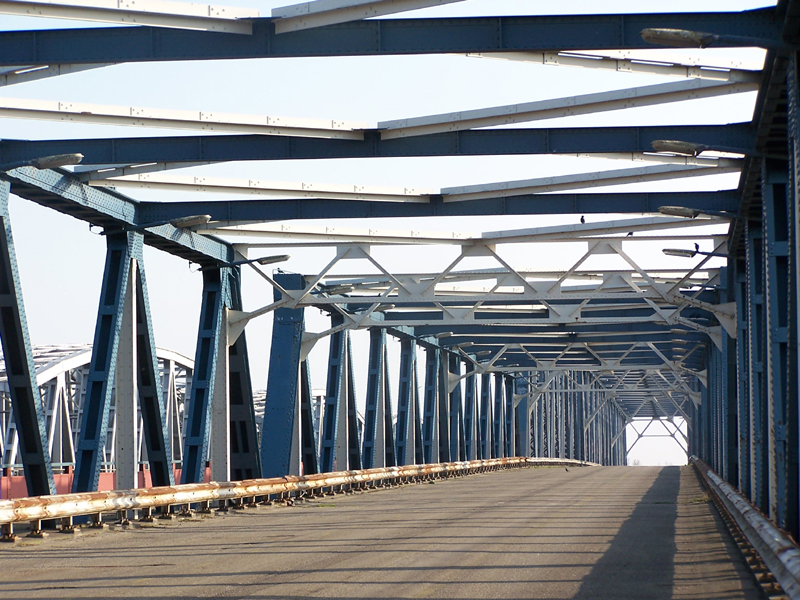
Bommelse Brug, voorganger van de Martinus Nijhoffbrug
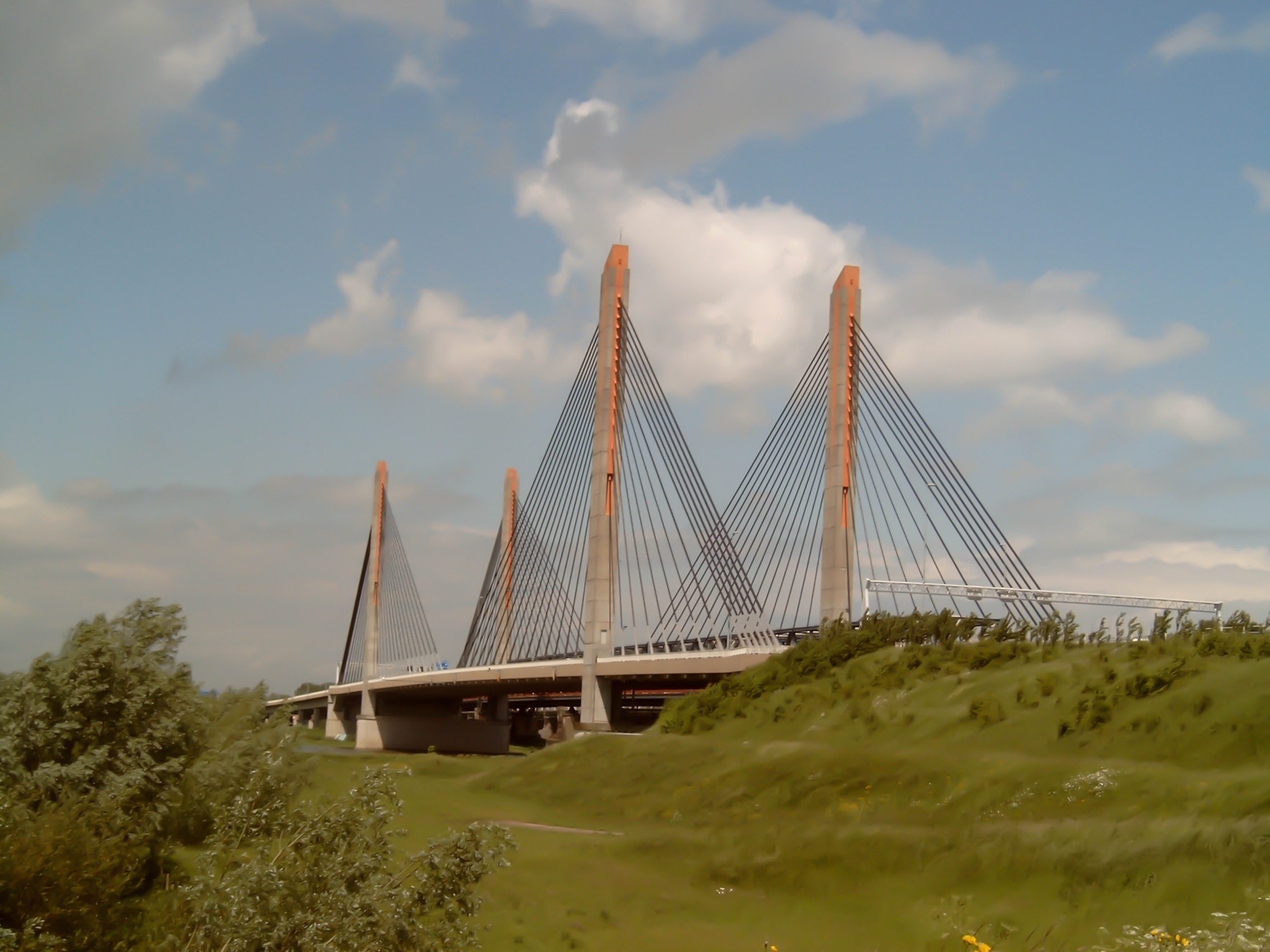
Martinus Nijhoffbrug over de Waal
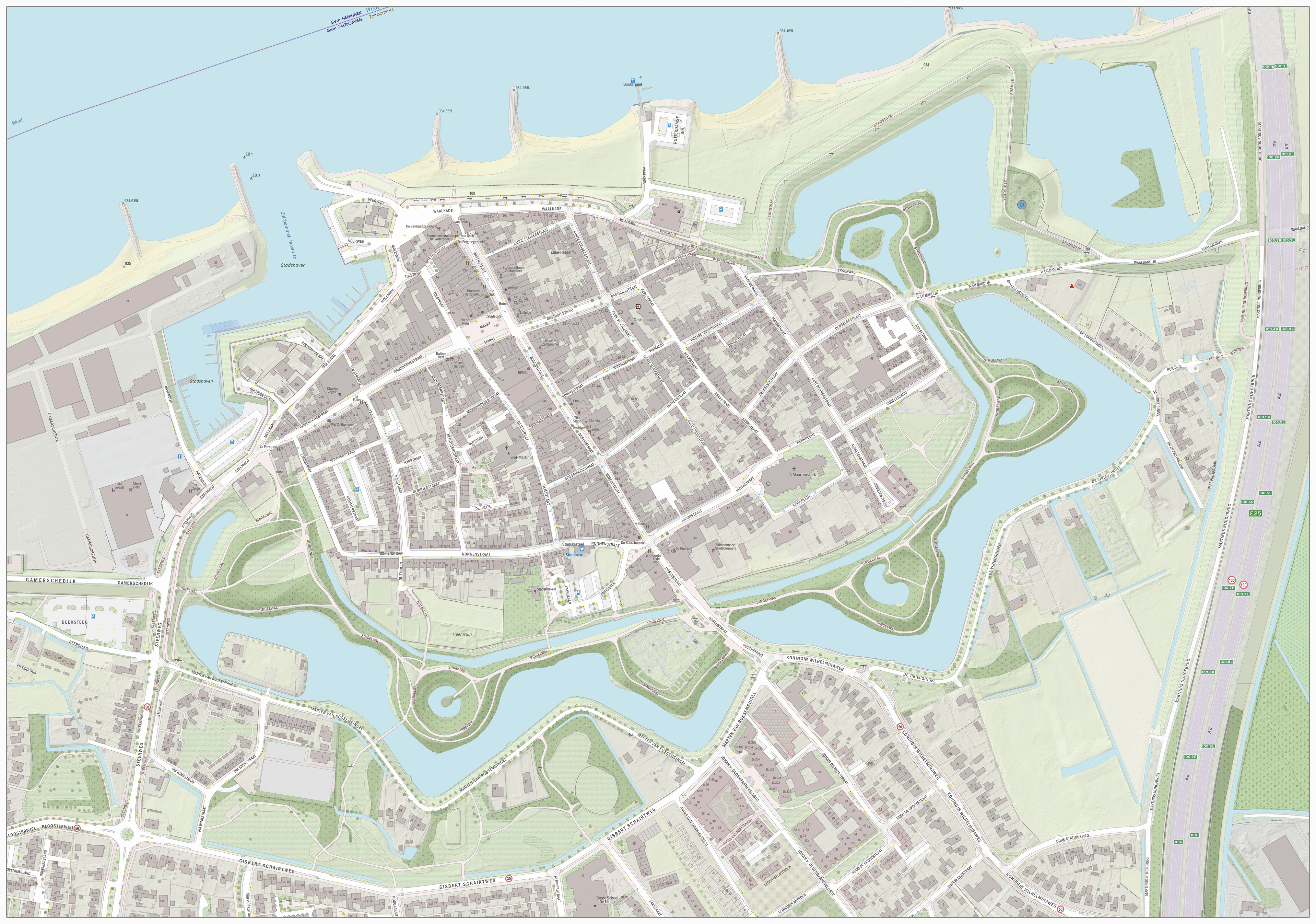
Kaart van het oude centrum, met de stadsgracht en de Waal
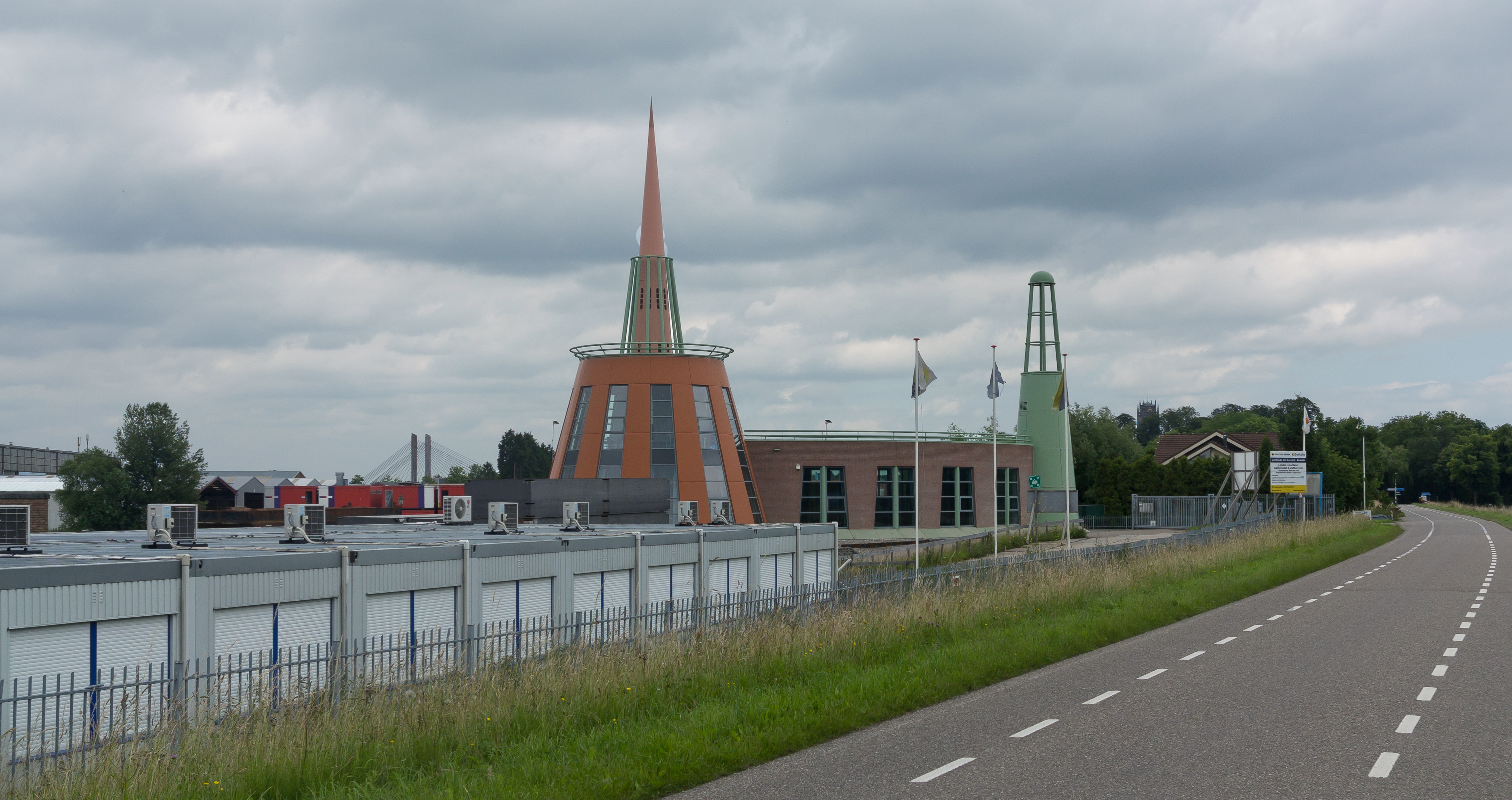
Kantoorgebouw Van den Herik-Boskalis

## Wetenswaardigheden
- Over de kerktoren zonder spits gaat het plagerige liedje In die grote stad Zaltbommel. Volgens de tekst ging de torenspits bij een overstroming verloren, in werkelijkheid was het door blikseminslag in 1538.
- "Ik ging naar Bommel om de brug te zien" is de openingsregel van Martinus Nijhoffs sonnet De moeder de vrouw uit 1934. In 1996 werd deze Bommelse Brug vervangen door de Martinus Nijhoffbrug.
- Het verhaal dat de Hongaarse pianist en componist Franz Liszt, aangetrokken door het carillon, Zaltbommel bezocht zou hebben, mist iedere grond. De bewering komt voor in één boek dat aantoonbaar deels fictie is.
- Karl Marx (1818-1883), Duits economisch filosoof en neef van de familie Philips, is wel in Zaltbommel geweest.[8]
- In Gieterij Van Voorden heeft Zaltbommel de laatste klassieke fabrikant van scheepsschroeven in Nederland.

## Onderwijs
De kern Zaltbommel telt zes basisscholen en een scholengroep bestaande uit twee middelbare scholen.
| Naam                                    | Soort onderwijs                      | Type                    | Aantal leerlingen           | Aantal groepen/klassen   | Opmerkingen                                                                              |
| --------------------------------------- | ------------------------------------ | ----------------------- | --------------------------- | ------------------------ | ---------------------------------------------------------------------------------------- |
| Basisschool De Walsprong                | Basisonderwijs                       | Openbaar                | 235 (stand 2012)            | 11                       | In 1993 ontstaan uit de fusie tussen de Dr. A.F. Philipsschool en de Hugo de Grootschool |
| Basisschool Franciscus                  | Basisonderwijs                       | Rooms-Katholiek         | 410 (stand 1 augustus 2012) | 18                       |                                                                                          |
| De Leiboom                              | Basisonderwijs                       | Protestants-Christelijk |                             |                          |                                                                                          |
| De Brug - School voor Praktijkonderwijs | Praktijkonderwijs                    | Algemeen Bijzonder      |                             |                          |                                                                                          |
| OBS De Spelwert                         | Basisonderwijs                       | Openbaar                | 303 (per 1 oktober 2009)    | 13                       |                                                                                          |
| SBO Toermalijn                          | Basisonderwijs                       | Algemeen Bijzonder      |                             | 9 (schooljaar 2009/2010) |                                                                                          |
| Cambium College                         | vmbo-bb, vmbo-kb, vmbo-tl, havo, vwo | Openbaar                | 1700 (stand 2013)           |                          |                                                                                          |
| Vernieuwingsschool De Fonkelsteen       | Basisonderwijs                       | Algemeen Bijzonder      | 65 (stand 1 augustus 2012)  |                          |                                                                                          |

## Sport en recreatie
- Voetbalvereniging Nivo Sparta
- Hockeyclub MHC Bommelerwaard
- Zwembad De Sportwaard
- Scouting St. Martinus

## Bekende inwoners
- Gisbert Schairt (1370/1375-1452), bouwmeester
- Maarten van Rossum (ca. 1490-1555), veldheer
- Elbertus Leoninus (1519/1520-1598), jurist en politicus
- Dirck van Haeften (ca. 1530-1578/1579), edelman en militair
- Gijsbertus Maas (1545/1546-1614), bisschop
- Lucas Vorsterman (1595-1675), graveur
- Andreas Essenius (1618-1677), theoloog en hoogleraar
- Gerard Hoet (1648-1733), kunstschilder etser en kunsthandelaar
- Maria Romeinders (1727-1810), ondernemer
- Laurens Spengler (1741-1811), marineofficier en burgemeester
- François Willem de Virieu (1789-1876), kunstenaar en landschapsarchitect
- Lion Philips (1794-1866), ondernemer
- Carolus Antonius Leenhoff (1807-1878), organist en beiaardier
- Cornelis Alijander Brandts Buys (1812-1890), organist en dirigent
- Christophorus Buys Ballot (1817-1890), natuurkundige
- Hendrik Antonie Lodewijk Hamelberg (1826-1896), speciaal gezant van Oranje Vrijstaat
- Suzanne Leenhoff (1829-1906), concertpianist
- Frederik Philips (1830-1900) industrieel en bankier
- Ferdinand Leenhoff (1841-1914), kunstschilder en beeldhouwer
- Willem Gerard van Nouhuys (1854-1914), dramaticus, criticus en schrijver
- Gerard Philips (1858-1942), werktuigbouwkundige en ondernemer
- Gerard Peerbolte (1859-1939), organist en beiaardier
- Anton Philips (1874-1951), ondernemer
- Josephine van Anrooy (1876-1934), historicus
- Else Kalshoven-Biermans (1878-1927), kunstschilder en auteur
- Izaäk Blomhert (1879-1956), architect
- Peter van Anrooy (1879-1954), componist en dirigent
- Hendrik Kaasjager (1891-1966), politiecommissaris
- Pier Nobach (1882–1965), oorlogsmisdadiger
- Han van Dam (1901-1975), kunstschilder
- Fiep Westendorp (1916-2004), illustrator en tekenaar
- Jan van Stuijvenberg (1928), politicus
- Wim Vaal (1901-1980), voetbaltrainer.
- Ek van Zanten (1933), beeldhouwer en tekenaar
- Richard Menken (1947), beeldend kunstenaar
- Matthijs Rümke (1954-2015), acteur en theatermaker
- Ingeborg Ansing (1963), actrice
- Han Looijen (1975), politicus en bestuurder
- Lieke Marsman (1990), dichter en auteur

## Straten
- Lijst van straten in Zaltbommel

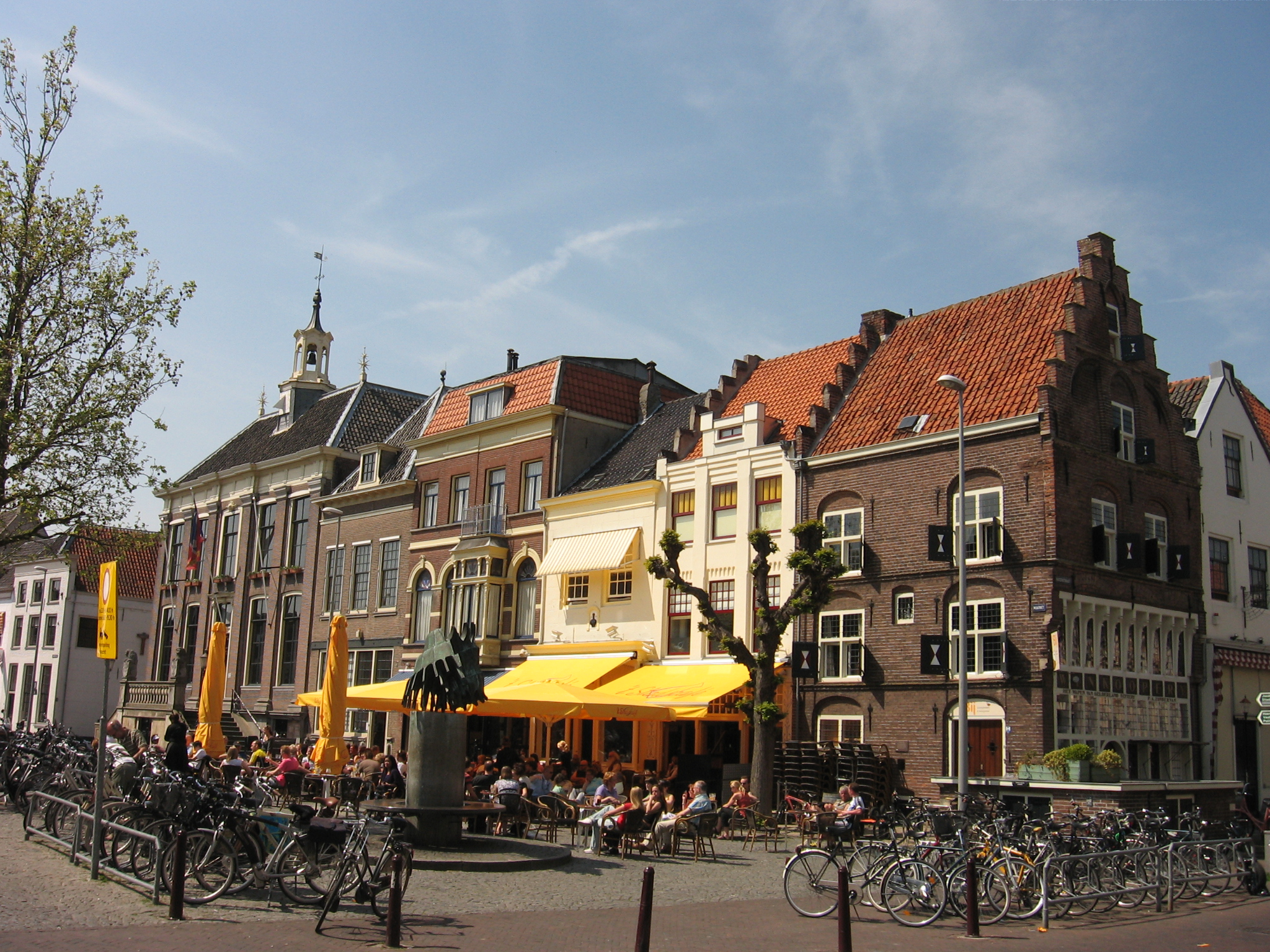
Markt
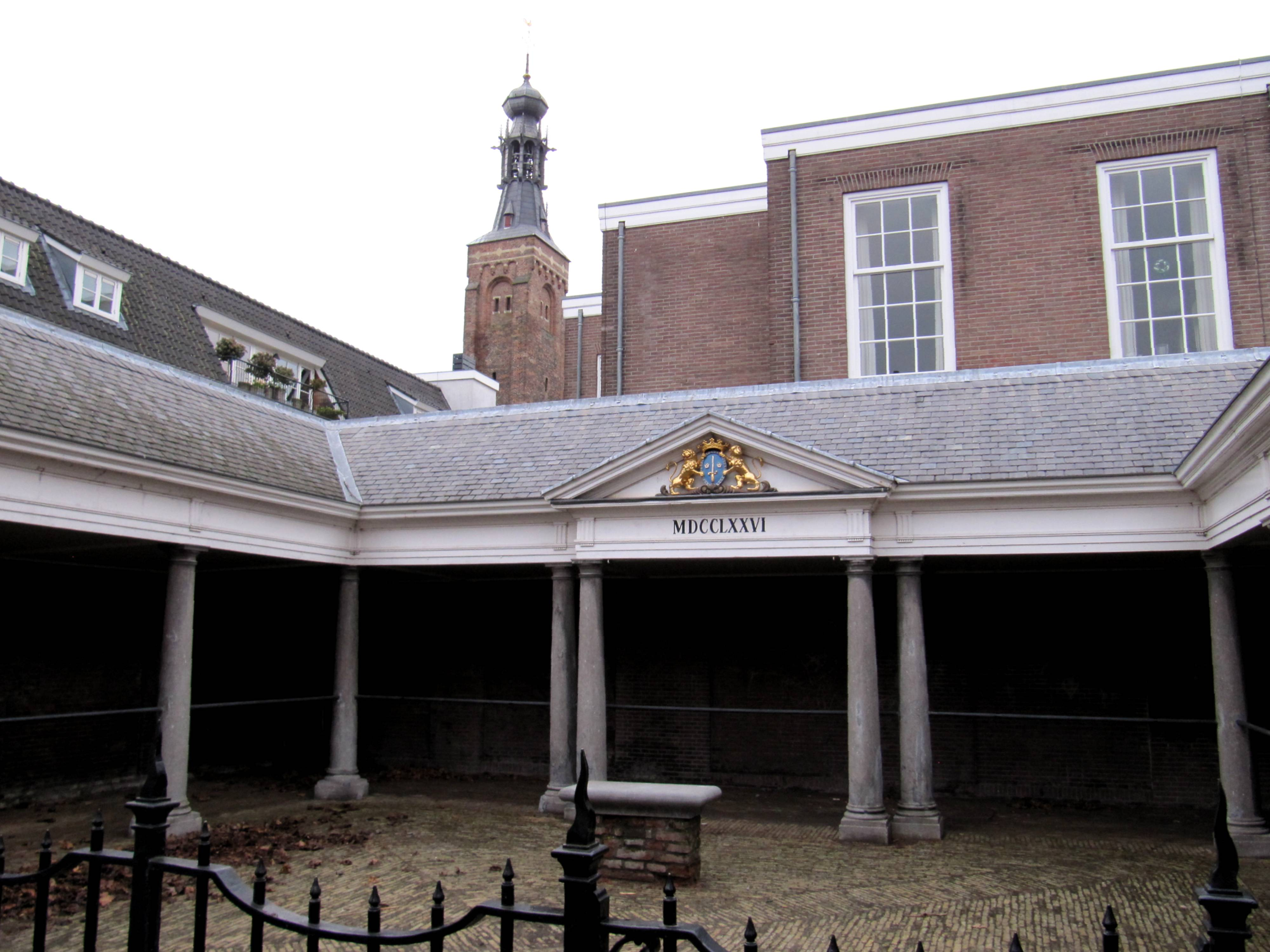
Vismarkt
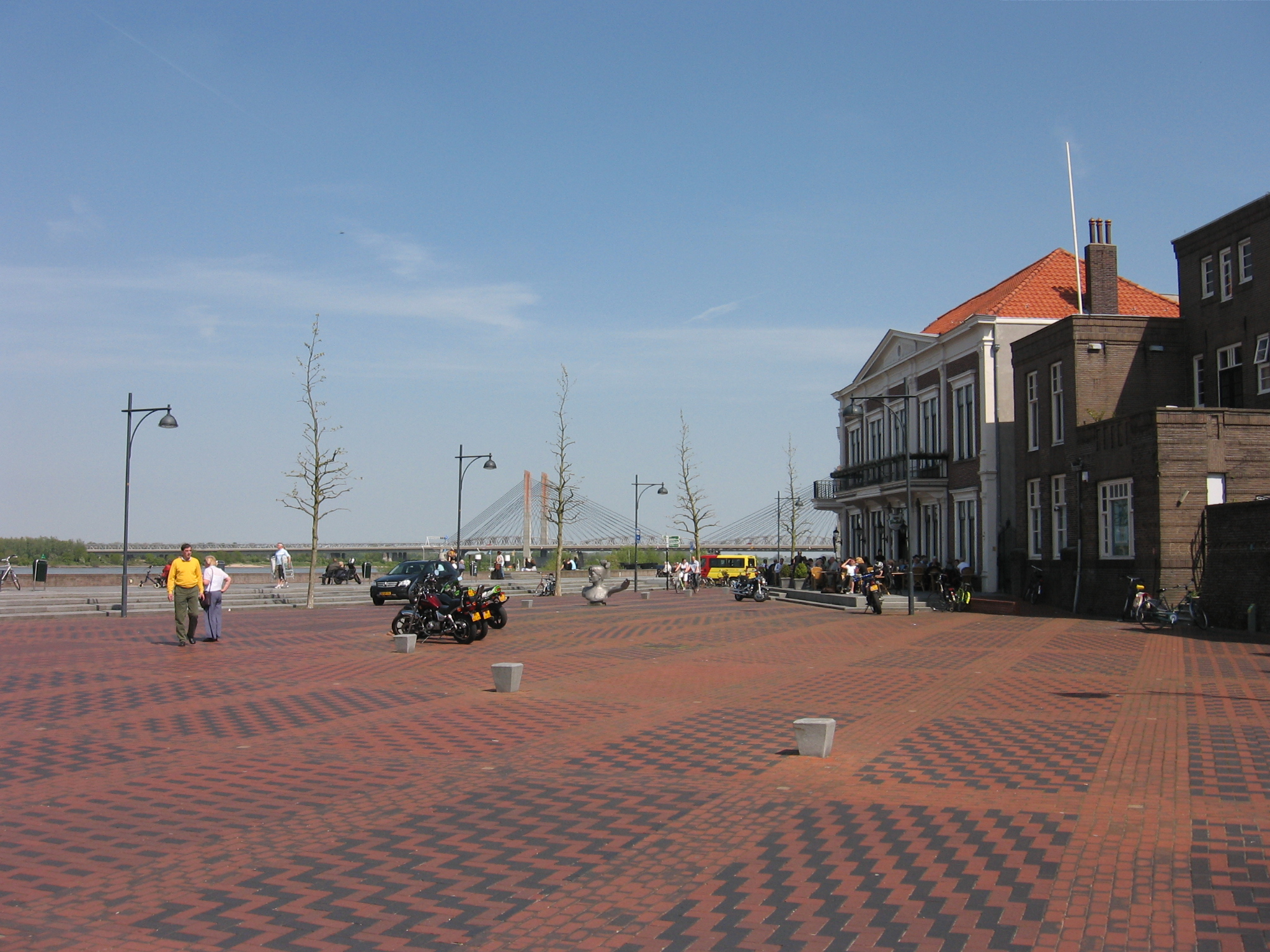
Waalkade
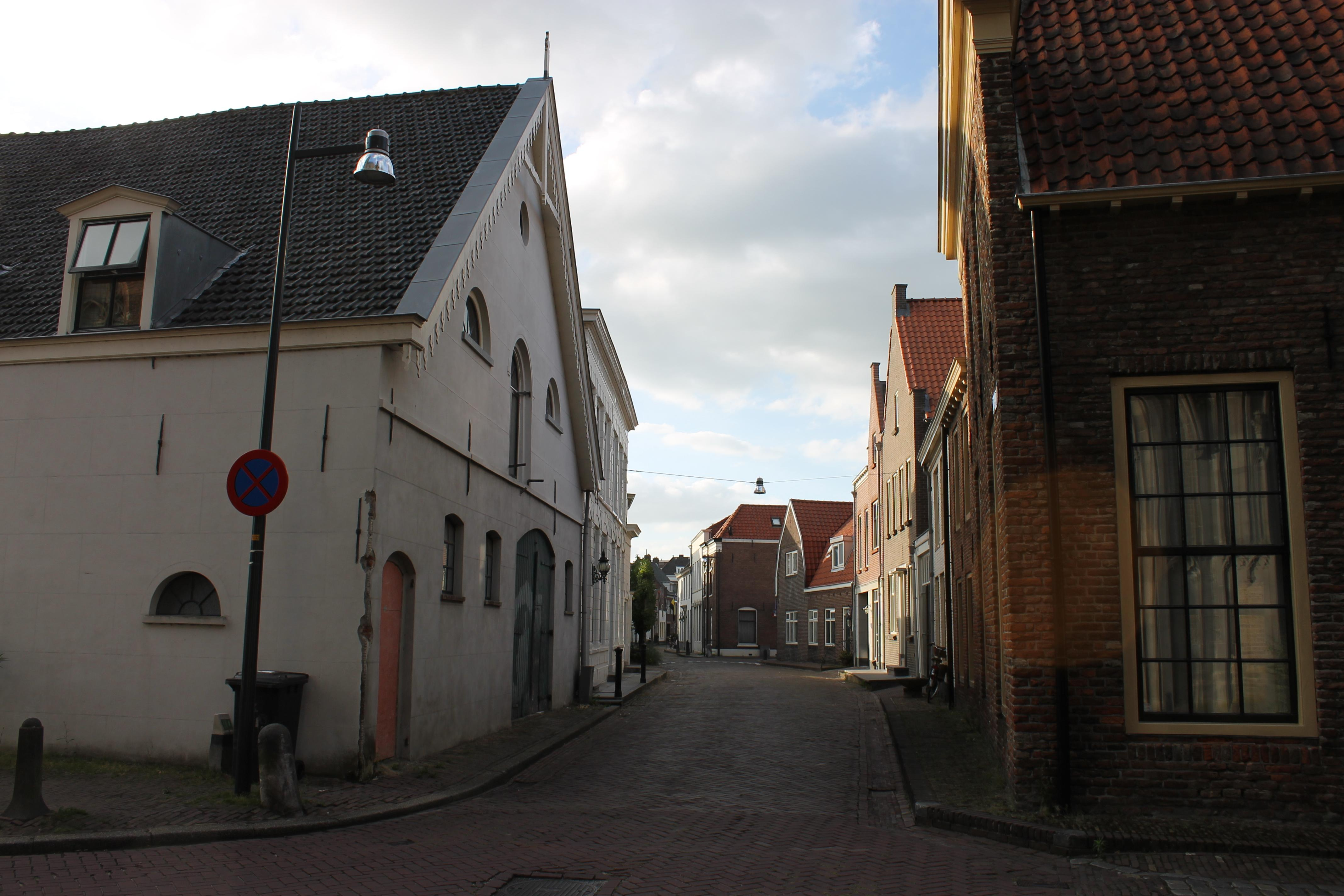
Zicht op de Kerkstraat vanaf de Sint-Maartenskerk

## Burgemeesters
- Lijst van burgemeesters van Zaltbommel

Dorpen: Aalst · Brakel · Bruchem · Delwijnen · Gameren · Kerkwijk · Nederhemert-Noord · Nederhemert-Zuid · Nieuwaal · Poederoijen · Zaltbommel · Zuilichem

Buurtschappen: Bern · Oensel · Poederoijensehoek · De Rietschoof

Gelderland: Steden en dorpen in Gelderland      Nederland: Provincies · Gemeenten